# Pretty Persuasion
Pretty Persuasion es una película independiente de 2005 dirigida por Marcos Siega y protagonizada por Evan Rachel Wood, Adi Schnall, Elisabeth Harnois, Ron Livingston, Jane Krakowski y James Woods.

## Sinopsis
Kimberly "Kim" Joyce (Evan Rachel Wood) es una adolescente de quince años que sueña con ser actriz, y para ello convence a sus amigas Brittany Wells (Elisabeth Harnois) y Randa Azzouni (Adi Schnall) para denunciar al profesor de inglés, el señor Percival "Percy" Anderson (Ron Livingston) por acoso sexual, alegando que así saldrán en la televisión y tendrán la ocasión de alcanzar la fama. El plan parece desmoronarse cuando Brittany admite en el tribunal que todo es mentira, pero pronto descubrirá que las intenciones de Kimberly al involucrarlas a todas en el escándalo son muy distintas de las que habían imaginado.
La película es una sátira sobre varios temas, desde el racismo al acoso sexual, pasando por la discutible credibilidad de la prensa y la facilidad de destruir la reputación de una persona acusándola sin la menor prueba. Por todo ello suscitó en su momento una leve polémica y ha sido recibida con opiniones divididas entre la crítica.